# Wiener Schule (Moderne)

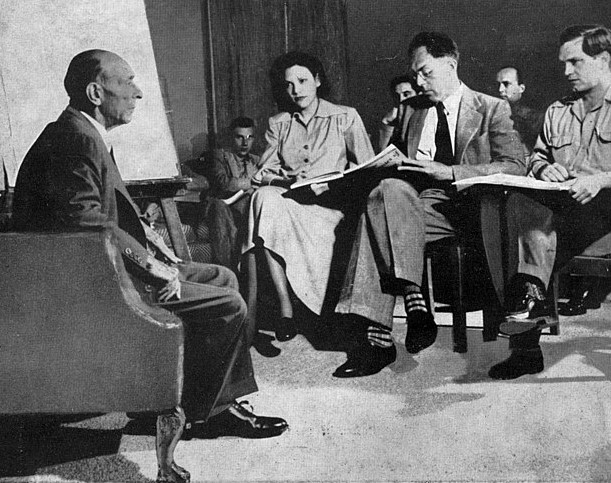
Arnold Schönberg mit Schülern. Foto von Richard Fish (ca. 1948). Urheberrechte unklar

Als Wiener Schule der Moderne (gelegentlich auch Zweite Wiener Schule, Neue Wiener Schule oder Wiener atonale Schule genannt) wird in der Musikgeschichte der sich um Arnold Schönberg (darum auch Schönberg-Schule genannt) am Beginn des 20. Jahrhunderts in Wien herausbildende Komponistenkreis genannt, der maßgeblichen Einfluss auf die Entwicklung der Neuen Musik ausübte.
Neben Schönberg gehörten zum engeren Kreis noch seine beiden Schüler Alban Berg und Anton Webern, die ab 1904 Unterricht bei ihm nahmen (später kamen deren und weitere Schüler von Schönberg dazu). Nach einer Phase freier Atonalität (ab 1908) entwickelte Schönberg Anfang der 1920er Jahre die so genannte Zwölftontechnik, die seine Schüler übernahmen und eigenständig modifizierten und weiterentwickelten. Schönberg vertrat dabei die Auffassung, die Zwölftonmusik lediglich gefunden und nicht erfunden zu haben, da sie seiner Auffassung nach schon immer existierte, doch erst durch ihn entdeckt wurde.
Trotz dieser besonders für das Musikpublikum radikal erscheinenden Neuerung sah sich die Wiener Schule in einer Traditionslinie von den Komponisten der Wiener Klassik über Johannes Brahms bis Gustav Mahler. Als gemeinsames Kompositionsprinzip dieser Vorläufer, an das man theoretisch anknüpfte, sah man die Verarbeitung von musikalischen Motiven und Themen in der Variationsform. Diese bewusste Weiterführung der Tradition unterscheidet die Wiener Schule z. B. von der anderen bedeutenden Strömung in der Musik der 1920er Jahre, dem Neoklassizismus, in welchem man sich explizit von der vorhergehenden Epoche der Romantik abzusetzen versuchte.
Die Wiener Schule zerfiel in den 1930er Jahren. Die entscheidenden Ursachen dürften die erzwungene Emigration Schönbergs in die USA nach der Machtergreifung durch die Nationalsozialisten in Deutschland sowie der Tod Alban Bergs (1935) sein. Dennoch ging von ihr nach dem Zweiten Weltkrieg ein großer Einfluss auf viele Komponisten aus.
Weitere Persönlichkeiten der Wiener Schule waren u. a.
- der Philosoph, (Musik-)Soziologe und Komponist Theodor W. Adorno (Schüler von Alban Berg)
- der Komponist Hanns Eisler (zeitweilig; Schüler von Arnold Schönberg)
- der Komponist Hans Erich Apostel (Schüler von Arnold Schönberg und Alban Berg)
- der Komponist, Musikwissenschaftler und Schönberg-Biograph Egon Wellesz